# Liste des matchs de l'équipe du Tadjikistan de football par adversaire
Cette liste présente les matchs de l'équipe du Tadjikistan de football par adversaire rencontré.
- Haut – A
- B
- C
- D
- E
- F
- G
- H
- I
- J
- K
- L
- M
- N
- O
- P
- Q
- R
- S
- T
- U
- V
- W
- X
- Y
- Z

## B

### Bhoutan

#### Confrontations
Confrontations entre le Tadjikistan et le Bhoutan :
|   | Date        | Lieu   | Match                 | Score | Compétition                    |
| - | ----------- | ------ | --------------------- | ----- | ------------------------------ |
| 1 | 13 mai 2008 | Iloilo | Bhoutan - Tadjikistan | 1-3   | AFC Challenge Cup 2008 (gr. B) |

#### Bilan
Au 31 mars 2019 :
- Total de matchs disputés : 1
- Victoires du Tadjikistan : 1
- Match nul : 0
- Victoires du Bhoutan : 0
- Total de buts marqués par le Tadjikistan : 3
- Total de buts marqués par le Bhoutan : 1

### Brunei

#### Confrontations
Confrontations entre Brunei et le Tadjikistan :
|   | Date        | Lieu   | Match                | Score | Compétition                    |
| - | ----------- | ------ | -------------------- | ----- | ------------------------------ |
| 1 | 17 mai 2008 | Iloilo | Brunei - Tadjikistan | 0-4   | AFC Challenge Cup 2008 (gr. B) |

#### Bilan
Au 2 avril 2019 :
- Total de matchs disputés : 1
- Victoires de Brunei : 0
- Match nul : 0
- Victoires du Tadjikistan : 1
- Total de buts marqués par Brunei : 0
- Total de buts marqués par le Tadjikistan : 4

## J

### Japon
Confrontations entre le Tadjikistan et le Japon :
|   | Date             | Lieu      | Match               | Score | Compétition                                                     |
| - | ---------------- | --------- | ------------------- | ----- | --------------------------------------------------------------- |
| 1 | 11 octobre 2011  | Osaka     | Japon - Tadjikistan | 8-0   | Qualifications pour la Coupe du monde 2014 - 3e tour (Groupe C) |
| 2 | 11 novembre 2011 | Douchanbé | Tadjikistan - Japon | 0-4   | Qualifications pour la Coupe du monde 2014 - 3e tour (Groupe C) |

#### Bilan
Total de matchs disputés : 2
- Victoires de l'équipe du Japon : 2
- Match nul : 0
- Victoire de l'équipe du Tadjikistan : 0

## K

### Kirghizistan

#### Confrontations
Confrontations entre le Tadjikistan et le Kirghizistan :
|    | Date             | Lieu      | Match                      | Score | Compétition                                                         |
| -- | ---------------- | --------- | -------------------------- | ----- | ------------------------------------------------------------------- |
| 1  | 8 juin 1993      | Téhéran   | Tadjikistan - Kirghizistan | 1-1   | Match amical                                                        |
| 2  | 15 avril 1994    | Tachkent  | Tadjikistan - Kirghizistan | 1-0   | Match amical                                                        |
| 3  | 5 août 1999      | Douchanbé | Tadjikistan - Kirghizistan | 3-2   | Tour préliminaire à la Coupe d'Asie des nations 2000 (gr. 1)        |
| 4  | 18 février 2004  | Bichkek   | Kirghizistan - Tadjikistan | 1-2   | Phase qualificative de la Coupe du monde 2006 (zone Asie, 1er tour) |
| 5  | 13 octobre 2004  | Douchanbé | Tadjikistan - Kirghizistan | 2-1   | Phase qualificative de la Coupe du monde 2006 (zone Asie, 1er tour) |
| 6  | 6 avril 2006     | Dacca     | Kirghizistan - Tadjikistan | 1-0   | AFC Challenge Cup 2006 (gr. D)                                      |
| 7  | 13 avril 2006    | Dacca     | Kirghizistan - Tadjikistan | 0-2   | AFC Challenge Cup 2006 (demi-finale)                                |
| 8  | 21 mars 2011     | Malé      | Tadjikistan - Kirghizistan | 1-0   | AFC Challenge Cup 2012 (qualification - gr. C)                      |
| 9  | 21 mars 2013     | Bichkek   | Kirghizistan - Tadjikistan | 1-0   | AFC Challenge Cup 2014 (qualification - gr. B)                      |
| 10 | 15 octobre 2013  | Bichkek   | Kirghizistan - Tadjikistan | 1-4   | Match amical                                                        |
| 11 | 8 octobre 2015   | Bichkek   | Kirghizistan - Tadjikistan | 2-2   | Éliminatoires de la Coupe d'Asie des nations 2019                   |
| 12 | 29 mars 2016     | Douchanbé | Tadjikistan - Kirghizistan | 0-1   | Éliminatoires de la Coupe d'Asie des nations 2019                   |
| 13 | 5 septembre 2019 | Douchanbé | Tadjikistan - Kirghizistan | 1-0   | Éliminatoires de la Coupe d'Asie des nations 2023 (2e tour - gr. F) |
| 14 | 19 novembre 2019 | Bichkek   | Kirghizistan - Tadjikistan | 1-1   | Éliminatoires de la Coupe d'Asie des nations 2023 (2e tour - gr. F) |

#### Bilan
Au 22 novembre 2019 :
- Total de matchs disputés : 14
- Victoires du Tadjikistan : 8
- Matchs nuls : 3
- Victoires du Kirghizistan : 3
- Total de buts marqués par le Tadjikistan : 20
- Total de buts marqués par le Kirghizistan : 12

## M

### Macao

#### Confrontations
Confrontations entre Macao et le Tadjikistan :
|   | Date         | Lieu    | Match               | Score | Compétition                                    |
| - | ------------ | ------- | ------------------- | ----- | ---------------------------------------------- |
| 1 | 2 avril 2006 | Dacca   | Tadjikistan - Macao | 4-0   | AFC Challenge Cup 2006 (gr. D)                 |
| 2 | 19 mars 2013 | Bichkek | Tadjikistan - Macao | 3-0   | AFC Challenge Cup 2014 (qualification - gr. B) |

#### Bilan
Au 9 avril 2019 :
- Total de matchs disputés : 3
- Victoires de Macao : 0
- Matchs nuls : 1
- Victoires du Tadjikistan : 2
- Total de buts marqués par Macao : 2
- Total de buts marqués par le Tadjikistan : 7

### Maldives

#### Confrontations
Confrontations entre les Maldives et le Tadjikistan :
|   | Date              | Lieu       | Match                  | Score | Compétition                                    |
| - | ----------------- | ---------- | ---------------------- | ----- | ---------------------------------------------- |
| 1 | 1er décembre 1998 | Suphanburi | Maldives - Tadjikistan | 0-3   | Jeux asiatiques de 1998 (gr. D)                |
| 2 | 25 mars 2011      | Malé       | Maldives - Tadjikistan | 0-0   | AFC Challenge Cup 2012 (qualification - gr. C) |
| 3 | 26 mars 2015      | Malé       | Maldives - Tadjikistan | 0-2   | Match amical                                   |

#### Bilan
Au 6 avril 2019 :
- Total de matchs disputés : 3
- Victoires des Maldives : 0
- Matchs nuls : 1
- Victoires du Tadjikistan : 2
- Total de buts marqués par les Maldives : 0
- Total de buts marqués par le Tadjikistan : 5